# ستيفن بي. أوتس
ستيفن بي. أوتس (بالإنجليزية: Stephen B. Oates)‏ هو مؤرخ أمريكي، ولد في 1936.